# Piotr Smolar
 (novembre 2021).
Motif : article à re-structurer sur base des sources secondaires centrées disponibles.
Pour les articles homonymes, voir Smolar.
Piotr Smolar, né en 1974, est un journaliste français initialement spécialisé sur l'Europe centrale et orientale. Il est correspondant permanent du journal Le Monde à Washington.

## Biographie
Du fait de l'histoire de sa famille, Piotr Smolar est très tôt plongé dans l'actualité politique, en particulier à cause de l'emprisonnement de son père, poursuivi puis contraint à l’exilet de son grand père Grzegorz Smolar, ayant choisi la nationalité israélienne. 
De 1997 à 1999, il a dirigé le Franco-Russian Centre for Journalism à l'école de journalisme russe Moscow School of Journalism[réf. nécessaire].
De mai 1999 à mai 2001, il est correspondant permanent du Figaro à Moscou, spécialisé sur les Balkans et l’ancien espace soviétique[réf. nécessaire].
Entre 2002 et 2007, il est chargé des questions de police et de terrorisme au service Société du Monde[réf. nécessaire].
Entre 2014 et 2019, il est correspondant  du journal Le Monde à Jerusalem.
Piotr Smolar est le fils du chercheur et politologue franco-polonais Aleksander Smolar, qui fut une figure importante à l’étranger du mouvement démocratique polonais, et d'Irena Grosfeld, économiste,  et le frère de la metteur en scène Anna Smolar. Il est également le petit-fils de Hersh Smolar et de Walentyna Najdus-Smolar, historiens.
Locuteur polonais et français, Piotr Smolar est marié à une femme d'origine russe. En plus de ses fonctions au Monde, il est l'auteur de plusieurs ouvrages qui portent sur la géopolitique et sur son histoire familiale. Il intervient également régulièrement dans les médias canadiens pour commenter la politique intérieure américaine.

## Publications
- Gloubinka, promenades au cœur de la Russie (L'Inventaire, 2004). En poste à Moscou pendant quatre ans (de 1997 à 2001), Piotr Smolar, qui fait alors ses débuts de journaliste, sillonne la Russie des profondeurs, des confins de la Sibérie et de l'Ukraine, la ville de Vorkouta, la région de Krasnoïarsk, les rives du Don, Iochkar-Ola, contrées rarement évoquées dans l'actualité.
- Un mauvais Juif (Les Équateurs, 2019), (ISBN 978-2-84990-651-4). Ouvrage dans lequel il évoque l'enquête qu'il a menée sur les origines de sa famille, autour de la personnalité de son grand père, héros du ghetto de Minsk, à la fois polonais et juif, résistant et communiste, tout en évoquant les difficultés à exercer son métier de journaliste à Jérusalem[8],[9],[10].
- Prix JJ Rousseau de l'essai autobiographique 2020
  - Traduction polonaise: Zły Żyd, (traduit par Agnieszka Grudzińska), Znak, 2021[11].
  - Traduction catalane: Mal jueu, (traduit par Susanna Fosch), Afers Narrativa, 2021.
  - Traduction américaine: Bad Jew: A Family's Quest from the Minsk Ghetto to Netanyahu's Israel (traduit par Anthony Roberts), Other Press, 2024.
- Le Monde en 2040 vu par la CIA (éditions Les Équateurs, 2021), préface et coordination[12]